# NGC 3779
NGC 3779 este o galaxie spirală situată în constelația Cupa. A fost descoperită în 1880 de către .